# ایروهاهیمه

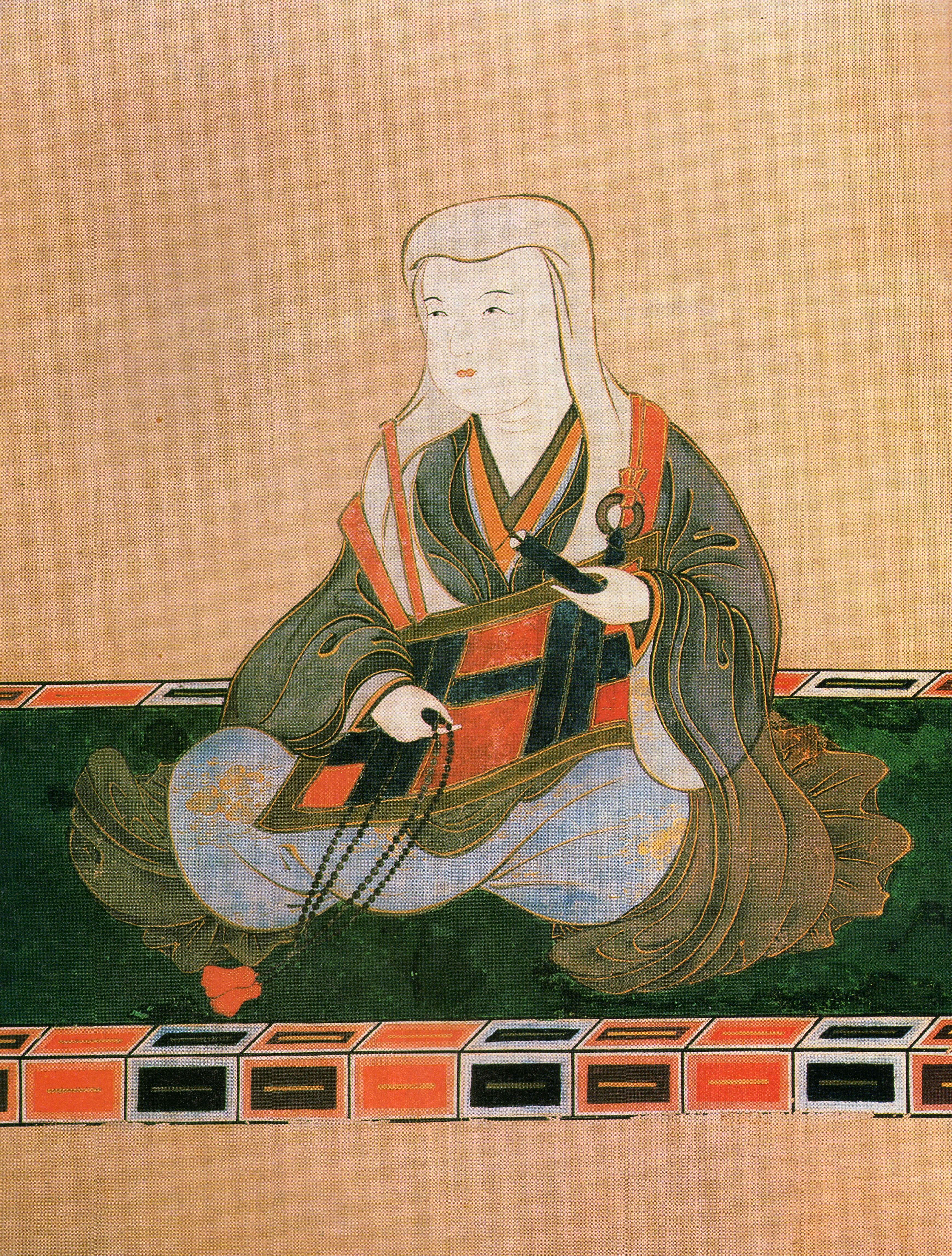
پرتره ایروهامیه توسط نقاش ناشناس

ایروهاهیمه (به ژاپنی: 五郎八姫 Irohahime) دختر ارشد داته ماسامونه و مگوهیمه بود. او همچنین همسر ماتسودایرا تاداترو ششمین پسر توکوگاوا ایه‌یاسو بود. از این ازدواج فرزندی حاصل نشد. ایروهاهیمه در سال ۱۶۱۶ همزمان با ضبط اموال شوهرش ماتسودایرا تاداترو توسط برادر شوهرش یا دومین شوگون از شوگونسالاری توکوگاوا، از وی طلاق گرفت. محققان حدس می‌زنند که این طلاق به علت مسیحی بودن او انجام شده است. او بعد از طلاق تا آخر عمر ازدواج نکرد.